# Воронін Володимир Іванович
Володимир Іванович Воронін (нар. 5 (17) жовтня 1890, Сумський Посад — 18 жовтня 1952) — мореплавець, капітан радянського криголамного флоту.

## Біографія
Народився 5 (17 жовтня) 1890 року в селі Сумському Посаді Архангельської губернії (нині — Республіка Карелія). У 1916 році закінчив Архангельське морехідне училище, плавав штурманом на пароплавах мурманської лінії. З 1918 року капітан далекого плавання.
У 1928 році брав участь в порятунку екіпажу італійського дирижабля «Італія». У 1932 році на криголамному пароплаві «Сибіряков» першим в історії пройшов з Архангельська в Петропавловськ-Камчатський за одну навігацію. У 1933—1934 роках був капітаном криголамного пароплава «Челюскін», в 1934—1938 роках — капітаном криголама «Єрмак». З 1935 року жив у Ленінграді.
Восени 1938 року на криголамі «Й. Сталін» здійснив плавання у високі широти Арктики (на допомогу дрейфуючому «Г. Сєдову»). У роки радянсько-німецької війни командував криголамом «Й. Сталін». У 1946—1947 роках очолював радянську китобійну флотилію «Слава».
Помер 18 жовтня 1952 року від інсульту під час чергового морського походу. Похований в Санкт-Петербурзі на Шуваловському кладовищі.

## Нагороди, пам'ять

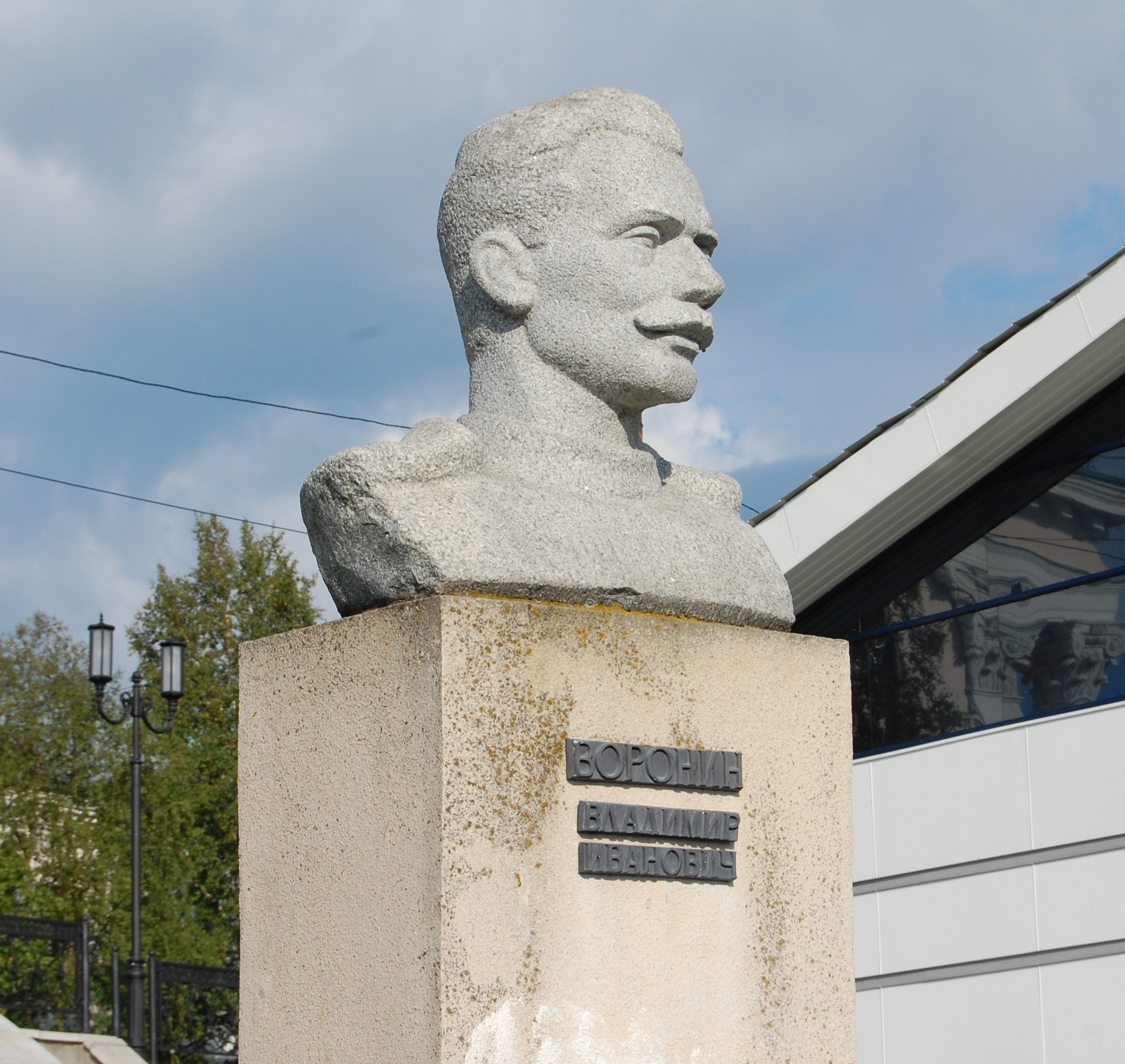
погруддя в Архангельську

Вклад Володимира Івановича Вороніна у розвиток північного флоту відзначений двома орденами Леніна.
Його ім'я носять острови Вороніна в Карському морі, мис Вороніна і льодовик Вороніна на Землі Франца-Йосифа, підводний жолоб Вороніна в Карському морі. Існують губа Вороніна і бухта Вороніна на Новій Землі, а також мис Вороніна і бухта Вороніна в Антарктиді. Крім того, ім'ям Вороніна названий затока на острові Солсбері в Баренцевому морі.
Ім'я Володимира Івановича Вороніна увічнено в назвах вулиць, містах: Санкт-Петербурзі, Бєломорську, Сєверодвінську, Єкатеринбузі, Севастополі.
У 1950-х на воду був спущений потужний дизель-електроходний криголам «Капітан Воронін».